# Конанова
Конанова — деревня в Кудымкарском районе Пермского края. Входила в состав Ошибского сельского поселения. Располагается севернее от города Кудымкара. Расстояние до районного центра составляет 23 км. По данным Всероссийской переписи населения 2010 года, в деревне проживало 210 человек (96 мужчин и 114 женщин).

## История
По данным на 1 июля 1963 года, в деревне проживало 142 человека. Населённый пункт входил в состав Ошибского сельсовета.